# Numério Fábio Buteão
Numério Fábio Buteão (em latim: Numerius Fabius Buteo) foi um político da gente Fábia da República Romana eleito cônsul em 247 a.C. com Lúcio Cecílio Metelo. Era irmão de Marco Fábio Buteão, cônsul em 245 a.C..

## Família

Teatro de operações da Primeira Guerra Púnica entre 248 e 241 a.C..
Território siracusano
Território cartaginês
Territórios romanos
1. Amílcar Barca apóia Drépano, que esta sitiada, e saqueia a costa italiana.
2. Amílcar desembarca em monte Ercte.
3. Amílcar muda sua base de monte Ercte para Érice (Eryx).
4. Vitória naval romana nas ilhas Égadas e queda de Drépano. Cartago pede a paz (241 a.C.).

"Buteão" (em latim: Buteo) era o cognome de uma família patrícia da gente Fábia, que era referência a uma espécie de falcão que, numa determinada ocasião, teria pousado em seu barco, o que foi considerado um augúrio positivo.

## Consulado (247 a.C.)
Foi eleito cônsul com Lúcio Cecílio Metelo em 247 a.C., o décimo-sétimo ano da Primeira Guerra Púnica. Fábio assumiu as operações no cerco de Drépano (moderna Trapani), uma das últimas bases cartaginesas na Sicília. Numério Fábio fez um plano para capturar a ilha de Pélias, que havia sido, antes, capturada pelos cartagineses, e a consegue tomar, mas Amílcar contra-ataca. Fábio ataca Drépano, e Amílcar retorna para as fortificações e Fábio mantém o controle de Pélias. Em seguida, ele instalou no estreito entre a ilha e a praia um guindaste que permitia que os romanos se aproximassem das muralhas da cidade de frente para o mar, onde havia menos obstáculo. Este ato, que Políbio não menciona em seu relato sobre a guerra, porém, não ajudou a terminar mais rapidamente o cerco de Drépano, que perduraria ainda até 241 a.C..

## Mestre da cavalaria (224 a.C.)
Em 224 a.C., Lúcio Metelo foi nomeado ditador comitiorum habendorum causa, com o objetivo de realizar as eleições consulares, pois os cônsules estavam fora da cidade. Ele escolheu Numério Fábio Buteão como seu mestre da cavalaria.